# Момеєр (Північна Кароліна)
Момеєр (англ. Momeyer) — місто (англ. town) в США, в окрузі Неш штату Північна Кароліна. Населення — 277 осіб (2020).

## Географія
Момеєр розташований за координатами 35°57′36″ пн. ш. 78°2′53″ зх. д. / 35.96000° пн. ш. 78.04806° зх. д. (35.960007, -78.048054).  За даними Бюро перепису населення США в 2010 році місто мало площу 2,87 км², з яких 2,86 км² — суходіл та 0,01 км² — водойми.

## Демографія
Згідно з переписом 2010 року, у місті мешкали 224 особи в 101 домогосподарстві у складі 60 родин. Густота населення становила 78 осіб/км².  Було 111 помешкання (39/км²).
Расовий склад населення:
| - 88,8 % — білих - 8,5 % — чорних або афроамериканців - 0,9 % — вихідців з тихоокеанських островів |

До двох чи більше рас належало 1,3 %. Частка іспаномовних становила 0,4 % від усіх жителів.
За віковим діапазоном населення розподілялося таким чином: 19,2 % — особи молодші 18 років, 59,8 % — особи у віці 18—64 років, 21,0 % — особи у віці 65 років та старші. Медіана віку мешканця становила 44,0 року. На 100 осіб жіночої статі у місті припадало 94,8 чоловіків;  на 100 жінок у віці від 18 років та старших — 90,5 чоловіків також старших 18 років.
Середній дохід на одне домашнє господарство  становив 51 498 доларів США (медіана — 34 464), а середній дохід на одну сім'ю — 66 692 долари (медіана — 52 500). Медіана доходів становила 41 500 доларів для чоловіків та 39 375 доларів для жінок. За межею бідності перебувало 20,0 % осіб, у тому числі 24,4 % дітей у віці до 18 років та 8,2 % осіб у віці 65 років та старших.
Цивільне працевлаштоване населення становило 100 осіб. Основні галузі зайнятості: освіта, охорона здоров'я та соціальна допомога — 29,0 %, роздрібна торгівля — 12,0 %, мистецтво, розваги та відпочинок — 12,0 %.